# Lophocampa variegata
Lophocampa variegata är en fjärilsart som beskrevs av Gottfried Christian Reich 1934. Lophocampa variegata ingår i släktet Lophocampa och familjen björnspinnare. Inga underarter finns listade i Catalogue of Life.